# Saint Seiya : Les Chevaliers du Zodiaque - La Bataille du Sanctuaire
Vous lisez un « bon article » labellisé en 2024.
Saint Seiya : Les Chevaliers du Zodiaque - La Bataille du Sanctuaire est un jeu vidéo de combat de type beat them all en trois dimensions développé par Dimps et édité par Bandai sur PlayStation 3. Sorti le 23 novembre 2011 au Japon et le 16 mars 2012 en Europe, il s'agit du dixième jeu vidéo inspiré de la franchise Saint Seiya, une série de manga écrite par Masami Kurumada.
Le jeu met en scène les chevaliers de Bronze, des guerriers saints chargés de protéger la réincarnation de la déesse Athéna, en tant que personnages jouables. À la suite d'un attentat, cette dernière est en danger de mort, et les chevaliers de Bronze doivent parcourir le Sanctuaire, le lieu sacré où vivent les chevaliers, afin d'aider Athéna à regagner son trône, usurpé par le commanditaire de la tentative d'assassinat, le grand Pope. En chemin, ils doivent affronter différents adversaires dont les chevaliers d'Or, ignorant pour la plupart la trahison du grand Pope.
Troisième jeu en trois dimensions inspiré de la franchise, Saint Seiya : Les Chevaliers du Zodiaque - La Bataille du Sanctuaire présente également un mode en coopération, sur certaines missions spécifiques, permettant à deux joueurs d'unir leurs forces sur un même écran.
Le jeu est accueilli de manière mitigée par la presse spécialisée, qui critique notamment une durée de vie très faible, un gameplay peu diversifié et des graphismes désuets, mais félicite le retour de la saga sur les consoles de salon.

## Trame

### Contexte et univers
L'aventure de Saint Seiya : Les Chevaliers du Zodiaque - La Bataille du Sanctuaire se déroule dans l'univers de la franchise Saint Seiya. Dans un monde contemporain, certains adolescents sont choisis pour défendre la réincarnation de la déesse Athéna : Saori Kido. Pour la protéger, ils héritent d'une armure inspirée d'une constellation. Leurs pouvoirs dépendent de cette armure, mais également de leur cosmos, une force spirituelle originaire du Big Bang.

### Personnages
Le joueur incarne plusieurs personnages, des chevaliers de Bronze ayant juré de protéger Saori Kido, la réincarnation de la déesse grecque Athéna. Les cinq personnages principaux, Seiya de Pégase, Shiryu du Dragon, Shun d'Andromède, Hyôga du Cygne et Ikki du Phénix, sont unis par un fort lien de camaraderie, et cherchent à traverser le Sanctuaire afin de sauver Saori.
L'antagoniste principal est Saga, un des chevaliers d'Or, atteint d'un dédoublement de la personnalité. Sa partie maléfique prend finalement le contrôle, ce qui le conduit à assassiner le grand Pope, le maître du Sanctuaire, et à usurper sa position. C'est ainsi lui qui organise la tentative d'assassinat de Saori.
Durant son périple, le joueur rencontre également plusieurs chevaliers d'Or ou d'Argent, chacun avec une vision particulière de ce conflit. Certains, comme Mû du Bélier, font confiance aux chevaliers de Bronze et les aident dans leur tentative de sauvetage ; d'autres, comme Milo du Scorpion ou Aldébaran du Taureau, rejoignent les héros après leur défaite, et d'autres encore, comme Masque de Mort du Cancer ou Aphrodite des Poissons, jurent allégeance à l'usurpateur,.

### Histoire
Après avoir appris que Saori — la jeune fille qu'ils protègent depuis plusieurs années — était la réincarnation de la déesse grecque Athéna, Seiya, Shiryu, Shun et Hyôga se rendent compte que le grand Pope, le maître du lieu sacré des chevaliers, a tenté d'assassiner cette dernière. Dès son arrivée devant le Sanctuaire, Saori est touchée d'une flèche magique, tirée par un chevalier d'Argent loyal au grand Pope. Pensant que ce dernier pourra soigner Saori et revenir à la raison, les chevaliers de Bronze ont douze heures pour parcourir les douze maisons du Zodiaque, chacune gardée par un chevalier d'Or. Après plusieurs batailles, Seiya et les autres chevaliers de Bronze découvrent que le grand Pope a été tué par Saga, le chevalier d'Or des Gémeaux, qui le remplace depuis en usurpant son identité. Alors que les chevaliers de Bronze font face à de plus grandes difficultés, Seiya, seul chevalier de Bronze à atteindre la salle du trône, grâce au cosmos de ses amis, parvient à vaincre Saga et à soigner Saori. Dans un instant de lucidité, Saga se suicide pour ne pas refaire de mal à Saori, qu'il reconnait comme réincarnation légitime d'Athéna, devant les chevaliers survivants.

## Système de jeu

### Généralités
Saint Seiya : Les Chevaliers du Zodiaque - La Bataille du Sanctuaire est un jeu de combat en trois dimensions, dans lequel le joueur peut choisir l'un des protagonistes ou l'un des antagonistes de la saga pour combattre un autre joueur ou l'ordinateur. Le joueur ne contrôle son personnage que durant les combats, sans besoin de se déplacer sur une carte. Le scénario est raconté par l'intermédiaire de cinématiques et de boîtes de dialogues.
Plusieurs modes de jeu sont disponibles : le mode « Entraînement », jouable en solo ou en multijoueur, permettant au joueur de tester plusieurs combinaisons de touches, le mode « Histoire », où le joueur combat des personnages contrôlés par l'ordinateur dans un ordre précis en incarnant l'un des cinq chevaliers de Bronze, entrecoupé des cinématiques racontant l'arc narratif du Sanctuaire, et un mode « Versus », où le joueur peut affronter un autre joueur ou un personnage contrôlé par l'ordinateur, sans restriction de personnages ou d'arènes. Un mode « Coopération » permet à deux joueurs de s'entraider sur certains niveaux spécifiques, notamment ceux de beat them all. Le mode « Mission » permet au joueur de revivre l'histoire avec un plus large choix de personnages, dans un temps limité et avec une note de performance à la fin de chaque combat .
Un mode « Galerie » permet également la visualisation des différentes illustrations récupérées lors de l'aventure.

Le jeu propose plus de vingt combattants, représentant différents chevaliers d'Athéna dans différentes armures,,. Ces derniers possèdent chacun des techniques de combat uniques, leur permettant d'effectuer différents combos,,. Différents costumes et guerriers supplémentaires sont disponibles via contenu additionnel,.

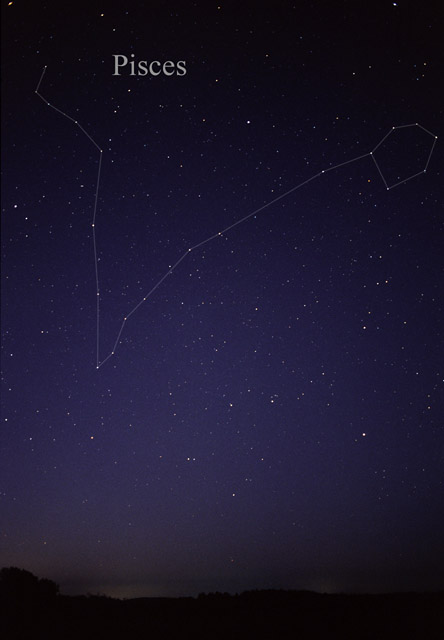
La constellation du Poisson, l'une des nombreuses constellations dont sont inspirées les armures de Saint Seiya.

### Combats
Les combats s'effectuent en temps réel. Chaque personnage possède une panoplie de coups faibles et de coups forts, qui peuvent s'alterner pour provoquer un enchaînement, ainsi qu'une barre de vie. La force de ces coups dépend du temps durant lequel le joueur a appuyé sur le bouton d'attaque. Le joueur possède également un bouton lui permettant de se mettre dans un état de garde qui le protège des coups de l'adversaire. En appuyant au bon moment, le joueur peut parer le coup de l'adversaire, ce qui lui donne l'occasion de contre-attaquer. Des coups spéciaux, variant selon le personnage, ainsi qu'une projection pouvant contourner la garde de l'adversaire, sont également disponibles. Contre du cosmos, symbolisé par une barre sous la jauge de vie du joueur et qui s'obtient en plaçant des coups avec succès, le joueur peut également activer son Septième Sens, ce qui lui permettra de faire monter sa jauge de cosmos plus rapidement et d'enchaîner plusieurs attaques spéciales,. Contre les différents boss, souvent représentés par les différents chevaliers d'Or, le joueur doit exécuter une attaque spéciale pour créer une brèche dans leur armure.
Les combats se déroulent dans des arènes, à l'effigie des lieux emblématiques de la saga, comme les différentes maisons du Zodiaque ou la salle du trône. Dans ces décors, certains éléments sont destructibles, comme les colonnes des différentes maisons. Cela n'a pas d'effet autre qu'esthétique sur le combat.
Entre chaque affrontement contre un chevalier d'Or, le joueur est confronté à une phase de beat them all, où, en incarnant l'un des chevaliers de Bronze, il doit venir à bout d'une myriade d'ennemis. Ces phases, chronométrées, permettent de débloquer des récompenses si elles sont rapidement terminées. Plusieurs points de compétences et d'expériences peuvent d'améliorer les compétences des différents guerriers. Plusieurs mini-boss sont également présents dans ces phases, comme les chevaliers noirs, versions démoniaques des chevaliers de Bronze, des chevaliers noirs ou Cassios, rival de Seiya.

## Développement
L'équipe responsable de Saint Seiya : Les Chevaliers du Zodiaque - La Bataille du Sanctuaire est très similaire à celle déjà responsable des autres jeux de la saga Saint Seiya : Saint Seiya: Les Chevaliers du Zodiaque - Le Sanctuaire et Saint Seiya : Hadès, tous développés par le studio Dimps,. Ce studo japonais, déjà expérimenté dans la réalisation de jeux vidéo de combat adaptés de mangas, avec notamment la réalisation des trois premiers opus de la saga Dragon Ball Z: Budokai,, nomme Ryo Mito, développeur chez Dimps, responsable du projet. Il s'agit d'un habitué de l'adaptation de manga en jeux vidéo de combat, étant notamment le directeur du jeu Dragon Ball Z: Budokai 3, Dragon Ball Z: Burst Limit et des autres jeux de la franchise Saint Seiya,.
Les doublages des personnages de Saint Seiya : Les Chevaliers du Zodiaque - La Bataille du Sanctuaire sont assurés en japonais, pour la plupart par leur interprète de la série animée.

## Promotion et commercialisation
Saint Seiya : Les Chevaliers du Zodiaque - La Bataille du Sanctuaire est annoncé par Bandai Namco Entertainment dans une chronique du magazine japonais V Jump en juin 2011, qui le présente comme une exclusivité PlayStation 3 et met en avant les différents chevaliers de Bronze Seiya, Shiryu, Shun, Hyôga et Ikki, ainsi que son mode beat them all. Un site internet est également mis en ligne en parallèle. La première vidéo de présentation sort peu après, à l'occasion d'un évènement mettant en avant les 25 ans de la franchise.
Durant la période de promotion du jeu, plusieurs séries d'images publicitaires sont mises en ligne par le développeur Dimps et l'éditeur Bandai Namco Entertainment, mettant notamment en avant plusieurs personnages du jeu, comme les différents chevaliers d'Or, ainsi que des exemples de combats et des extraits du mode histoire,,. Le jeu est également mis en avant lors de l'édition 2011 de la Japan Expo à Paris,.
Saint Seiya : Les Chevaliers du Zodiaque - La Bataille du Sanctuaire sort finalement le 23 novembre 2011 au Japon et le 16 mars 2012 en Europe,,,, bien qu'étant initialement prévu pour le mois de février,.
Plusieurs éditions collector sont disponibles pour le joueur, une comprenant le jeu, un t-shirt exclusif et plusieurs contenus additionnels, et une autre contenant tous les accessoires précédents et une réplique du casque de l'armure du Sagittaire en supplément,. Un bonus de précommande est également disponible pour les joueurs, offrant différents cosmétiques supplémentaires, ainsi qu'un thème musical exclusif.
Après la sortie du jeu, plusieurs contenus additionnels sont disponibles pour le joueur. Si certains permettent l'obtention de nouveaux costumes pour les personnages existants, de nouveaux personnages, comme le chevalier de Bronze Jabu de la Licorne, Rhadamanthe, le lieutenant d'Hadès, ou plusieurs généraux de Poséidon[précision nécessaire],,,. Plusieurs nouveaux défis sont également ajoutés au mode « Mission »,.

## Accueil

### Critiques
Saint Seiya : Les Chevaliers du Zodiaque - La Bataille du Sanctuaire reçoit des critiques mitigées de la part de la presse vidéoludique. Pour la plupart des spécialistes, le gameplay est jugé peu intéressant et peu diversifié, le changement de musique entre les versions japonaises et européennes[précision nécessaire], et la durée de vie est considérée comme beaucoup trop faible. Parmi les points positifs soulevés par la critique, le soin apporté à l'habillage Saint Seiya, ainsi que les nombreux bonus à débloquer sont félicités. Le portage pour PlayStation 3 obtient une note moyenne de 62/100, selon l'agrégateur de critiques Metacritic.
Valérie Précigout, journaliste spécialisée pour le site français Jeuxvideo.com, déplore « une réalisation décevante et une modélisation 3D grossière ». Elle regrette également le faible nombre de musiques originales de l'anime, mais complimente les voix japonaises des doubleurs de la série animée. La rédaction du site spécialisé Gamekult, bien que reprochant au titre des graphismes jugés obsolètes, se réjouit du grand nombre de personnages jouables, de la présence du classique générique d'ouverture de la série en cinématique d'introduction, ainsi que d'une ambiance globale bien retranscrite. Inversement, Julien Inverno, journaliste spécialisé pour le site français Gameblog, estime le jeu « joli comme tout », et félicite le titre pour le large choix de personnages proposés, ainsi que pour les compositions musicales originales. Le site français spécialisé JeuxActu partage ses compliments pour le choix des personnages, et apprécie également la possibilité de jouer en coopération. Néanmoins, la rédaction se montre bien plus sévère sur les graphismes, jugés être « d'un autre âge, avec une mise en scène tout simplement inexistante ». Sergi Blanch, journaliste pour le site espagnol spécialise MeriStation, critique très négativement le jeu sur son aspect technique considéré comme « beaucoup trop juste pour les consoles actuelles ». 
La rédaction du site français spécialisé Jeuxvideo.com regrette un gameplay « répétitif, avec une action illisible ». Le site critique également le faible nombre de missions en coopération. Nicolas Verlet, journaliste pour le site français Gamekult, partage cette critique, regrettant l'aspect « bourrin, brouillon et répétitif » du gameplay. La rédaction de Gameblog n'est pas plus tendre, critiquant des combats redondants, ainsi que des séquences cinématiques répétitives. Similairement, la rédaction du site espagnol spécialisé 3DJuegos déplore des combats sans variations et trop monotones, regrettant que le titre, visiblement inspiré de la série des Dynasty Warriors, en ait ôté tout l'aspect stratégique et tactique. Maxime Chao, rédacteur en chef du site JeuxActu, déplore également un « gameplay sans saveur et des mécaniques de jeu ultra répétitives ».

### Ventes
Lors de sa première semaine d'exploitation au Japon, Saint Seiya : Les Chevaliers du Zodiaque - La Bataille du Sanctuaire s'écoule à 66 557 exemplaires, se plaçant derrière The Legend of Zelda: Skyward Sword.

## Postérité

### Place dans la série et influence sur les jeux futurs
Malgré les critiques négatives, le jeu reste bien reçu par les amateurs de la franchise, si bien que Saint Seiya : Les Chevaliers du Zodiaque - La Bataille du Sanctuaire reste régulièrement cité dans les listes des meilleurs jeux inspirés de la série Saint Seiya,.
Saint Seiya : Les Chevaliers du Zodiaque - La Bataille du Sanctuaire donne le ton aux jeux inspirés de la saga qui sortent après lui sur les mêmes consoles, également développés par Dimps, toujours avec Ryo Mito en tant que producteur,. Les deux jeux suivants, Saint Seiya: Brave Soldiers et Saint Seiya: Soldiers' Soul, profitent également du même postulat de départ, avec un moteur graphique amélioré, davantage de personnages jouables et une publication en Amérique du Nord.
Un jeu gacha inspirée de la franchise Saint Seiya, Saint Seiya Awakening, met également en scène la plupart des personnages de la saga, dont ceux retrouvés dans Saint Seiya : Les Chevaliers du Zodiaque - La Bataille du Sanctuaire.

### Produits dérivés et en dehors de la franchiseSaint Seiya
La franchise Saint Seiya est célèbre pour ses nombreux produits dérivés. Lors de la sortie du jeu, plusieurs figurines ont été commercialisées pour accompagner le jeu de combat. Lors de la sortie du jeu vidéo, plusieurs Myth Cloth, des figurines de collections à l'effigie des personnages de la série, sont proposées à la vente,. Plus insolite, une gamme de sous-vêtements masculins est également commercialisée au Japon, avec des modèles inspirés des armures des chevaliers d'Or.
Les personnages de Saint Seiya : Les Chevaliers du Zodiaque - La Bataille du Sanctuaire sont présents dans d'autres jeux de combats, notamment Jump Force, où apparaissent Shiryu et Seiya, avec des coups spéciaux inspirés de ceux qu'ils présentent dans Saint Seiya : Les Chevaliers du Zodiaque - La Bataille du Sanctuaire,.